# Trosa landsförsamling
Trosa landsförsamling var en församling i Strängnäs stift i Södermanlands län. Församlingen uppgick 1926 i Trosa-Vagnhärads församling.

## Administrativ historik
Församlingen har medeltida ursprung under namnet Trosa församling. 19 april 1610 utbröts Trosa stadsförsamling ur denna församling som samtidigt namnändrade till Trosa landsförsamling.
Församlingen var till 1926 moderförsamling i pastoratet Trosa landsförsamling och Vagnhärad som 1 maj 1924 utökades med Trosa stadsförsamling. Församlingen uppgick 1926 i Trosa-Vagnhärads församling.

## Kyrkor
- Trosa landskyrka